# Sarina Valentina
Alexis Sharp (Filadelfia, 8 de octubre de 1988), más conocida como Sarina Valentina es una modelo de glamour y actriz transexual pornográfica estadounidense, considerada una de las más bellas transexuales de la industria para adultos.

## Biografía
Según afirma, siempre se ha considerado una mujer, y a partir de los 14 años decidió cambiar de aspecto a femenino, para lo cual realizó terapia de sustitución hormonal, además de una orquiectomía. En 2007 hace su debut en la industria pornográfica a través de la página Shemale Yum. En 2010 comienza a funcionar su propia página web con contenido pornográfico.

## Premios de la industria erótica
| Año  | Premio                     | Categoría                      | Resultado |
| ---- | -------------------------- | ------------------------------ | --------- |
| 2014 | Tranny Awards              | Mejor chica web del año        | Ganadora  |
| 2014 | AVN Awards                 | Performance transexual del año | Nominada  |
| 2013 | Transgender Erotica Awards | Mejor chica web del año        | Ganadora  |
| 2013 | Tranny Awards              | Mejor chica web del año        | Nominada  |
| 2013 | AVN Awards                 | Performance transexual del año | Nominada  |
| 2012 | Transgender Erotica Awards | Mejor chica web del año        | Ganadora  |
| 2012 | Nightmoves                 | Performance transexual del año | Nominada  |
| 2011 | Transgender Erotica Awards | Mejor chica web del año        | Ganadora  |
| 2010 | Tranny Awards              | Mejor chica web del año        | Nominada  |